# Polonia Bytom w sezonie 2007/2008
Polonia Bytom w sezonie 2007/2008 rozegrała swój trzydziesty drugi sezon w Ekstraklasie. Był to również jej pierwszy sezon w najwyższej klasie po dwudziestoletniej przerwie. Piłkarze na boisku wywalczyli trzynaste miejsce. Drużyna uczestniczyła również w rozgrywkach
Pucharu Polski, z którego odpadli w pierwszej rundzie, i Pucharu Ekstraklasy, w którym wyszli z grupy i odpadli w ćwierćfinale.
Trenerem pierwszego zespołu był Dariusz Fornalak od początku sezonu do połowy grudnia, kiedy jego obowiązki przejął Michał Probierz.

## Kadra
W związku z awansem do ekstraklasy drużyna potrzebowała wzmocnień, aby móc realnie myśleć o utrzymaniu się w najwyższej klasie. Rozpoczęto rozmowy z bramkarzem Jakubem Wierzchowskim, pozyskano również pomocników Tomasza Owczarka z Górnika Polkowice i Janusza Wolańskiego z Jagiellonii Białystok. Innym ważnym nabytkiem był Marcin Radzewicz. Były również plany zatrudnienia obcokrajowców, jednak nie spełnili oni wymagań sztabu szkoleniowego.
| Nr         | Imię i nazwisko       | Urodzony | N        | G  | B  |
| ---------- | --------------------- | -------- | -------- | -- | -- |
| Bramkarze  |                       |          |          |    |    |
| 1          | Marcin Suchański      | 23.06.77 | Polska   | 41 | 0  |
|            | Jakub Wierzchowski    | 15.04.77 | Polska   | 0  | 0  |
| 12         | Grzegorz Żmija        | 27.11.71 | Polska   | ?  | ?  |
| Obrońcy    |                       |          |          |    |    |
| 31         | Adrian Chomiuk        | 23.06.88 | Polska   | 0  | 0  |
| 22         | Jakub Dziółka         | 21.11.80 | Polska   | 24 | 0  |
| 22         | Grzegorz Jurczyk      | 06.08.75 | Polska   | ?  | ?  |
| 14         | Adrian Klepczyński    | 01.04.81 | Polska   | 21 | 1  |
| 81         | Radoslav Kráľ         | 20.02.74 | Słowacja | 0  | 0  |
| 18         | Ireneusz Marcinkowski | 28.09.77 | Polska   | 43 | 4  |
|            | Tomasz Sosna          | 23.04.70 | Polska   | 62 | 10 |
| 33         | Pavol Staňo           | 29.09.77 | Słowacja | 0  | 0  |
| Pomocnicy  |                       |          |          |    |    |
|            | Karol Drej            | 24.06.81 | Polska   | 0  | 0  |
| 24         | Rafał Grzyb           | 16.01.83 | Polska   | 16 | 1  |
| 16         | Rafał Jabłoński       | 13.01.85 | Polska   | 39 | 0  |
|            | Jarosław Kupis        | 02.09.81 | Polska   | 14 | 1  |
|            | Wojciech Mróz         | 06.08.87 | Polska   | 26 | 0  |
| 5          | Tomasz Owczarek       | 07.06.80 | Polska   | 0  | 0  |
| 4          | Piotr Plewnia         | 29.05.77 | Polska   | 13 | 1  |
| 9          | Marcin Radzewicz      | 30.06.80 | Polska   | 0  | 0  |
| 21         | Hubert Robaszek       | 25.04.81 | Polska   | 0  | 0  |
| 6          | Jacek Trzeciak        | 26.12.71 | Polska   | 64 | 7  |
| 7          | Janusz Wolański       | 13.07.79 | Polska   | 0  | 0  |
| Napastnicy |                       |          |          |    |    |
|            | Grzegorz Bochenek     | 25.06.79 | Polska   | 6  | 0  |
| 10         | Grzegorz Podstawek    | 22.05.86 | Polska   | 32 | 9  |
| 11         | Mariusz Mężyk         | 02.09.83 | Polska   | 33 | 13 |
| 15         | Artur Rozmus          | 01.11.77 | Polska   | 57 | 17 |
| 2          | Arkadiusz Sojka       | 09.06.80 | Polska   | 0  | 0  |
| 25         | Michał Zieliński      | 06.05.84 | Polska   | 5  | 1  |

N – narodowość, G – liczba gier w pierwszym zespole (stan na 27 lipca 2007), B – liczba zdobytych bramek w pierwszym zespole (stan na 27 lipca 2007).

## Mecze towarzyskie
| Lp. | Data  | Dom/ Wyjazd | Przeciwnik     | Wynik     | Bramki                    |
| --- | ----- | ----------- | -------------- | --------- | ------------------------- |
| 1   | 03.07 | N           | ŁKS            | 1:1 (0:1) | Zieliński 80'             |
| 2   | 10.07 | N           | GKS Jastrzębie | 0:0       |                           |
| 3   | 15.07 | N           | GKS Katowice   | 2:1 (1:0) | Wolański 3', Owczarek 52' |
| 4   | 18.07 | N           | Górnik Zabrze  | 1:2 (1:0) | Grzegorz Jurczyk 30'      |
| 5   | 22.07 | W           | Odra Opole     | 1:3 (0:2) | Rozmus 63'                |

## I liga
Przed rozpoczęciem sezonu pojawiło się wiele problemów związanych z nową sytuacją Klubu. Ze względu na awans do ekstraklasy potrzebne było m.in. przekształcenie Klubu w spółkę oraz remont stadionu. Początkowo działacze wskazywali Stadion Odry Opole jako ten, na którym chcieliby aby piłkarze rozgrywali spotkania, jednak nie zgadzała się na to policja, która argumentowała to względami bezpieczeństwa. W międzyczasie Polski Związek Piłki Nożnej przyznawał licencje na grę w I lidze, a Klub spotkał się z decyzją odmowną. Zastanawiano się też nad stadionem Górnika Zabrze, ale po wstępnych rozmowach pojawiły się wnioski, że mecze na nim to duże ryzyko i odstąpiono od tego pomysłu. W ostatniej chwili przed ostatecznym terminem na odwołanie się od niekorzystnej decyzji w sprawie licencji udało się dojść do porozumienia z władzami Chorzowa i podpisano umowę na wynajem Stadionu Ruchu Chorzów. Komisja licencyjna wymogła na Klubie również dodatkową umowę ze Stadionem Śląskim ze względu na brak podgrzewanej murawy na Stadionie Ruchu.
| Lp. | Data                 | Przeciwnik                       | Dom / Wyjazd | Wynik | Bramki                                                  | Widownia |
| --- | -------------------- | -------------------------------- | ------------ | ----- | ------------------------------------------------------- | -------- |
| 1   | 28 lipca 2007        | Jagiellonia Białystok            | W            | 1:2   | Podstawek 28' (k)                                       | 7000     |
| 2   | 4 sierpnia 2007      | ŁKS                              | W            | 0:0   |                                                         | 6500     |
| 3   | 11 sierpnia 2007     | Cracovia                         | D            | 1:0   | Zieliński 64'                                           | 3000     |
| 4   | 18 sierpnia 2007     | Zagłębie Sosnowiec               | W            | 0:1   |                                                         | 1500     |
| 5   | 25 sierpnia 2007     | Dyskobolia Grodzisk Wielkopolski | D            | 0:2   |                                                         | 4000     |
| 6   | 1 września 2007      | Korona Kielce                    | W            | 0:4   |                                                         | 9524     |
| 7   | 14 września 2007     | Górnik Zabrze                    | W            | 0:4   |                                                         | 15000    |
| 8   | 23 września 2007     | Wisła Kraków                     | W            | 0:5   |                                                         | 13000    |
| 9   | 28 września 2007     | Zagłębie Lubin                   | D            | 1:0   | Podstawek 11'                                           | 1500     |
| 10  | 6 października 2007  | GKS Bełchatów                    | W            | 3:0   | Zieliński 54', 80', Marcin Radzewicz 90'                | 2000     |
| 11  | 20 października 2007 | Widzew Łódź                      | D            | 1:1   | Podstawek 20' (k)                                       | 2500     |
| 12  | 27 października 2007 | Ruch Chorzów                     | W            | 0:2   |                                                         | 6000     |
| 13  | 3 listopada 2007     | Odra Wodzisław                   | D            | 1:0   | Podstawek 59'                                           | 1200     |
| 14  | 10 listopada 2007    | Lech Poznań                      | W            | 0:1   |                                                         | 14000    |
| 15  | 24 listopada 2007    | Legia Warszawa                   | D            | 1:2   | Wolański 74'                                            | 4000     |
| 16  | 1 grudnia 2007       | Jagiellonia Białystok            | D            | 0:1   |                                                         | 1200     |
| 17  | 8 grudnia 2007       | ŁKS                              | D            | 0:1   |                                                         | 1000     |
| 18  | 23 lutego 2008       | Cracovia                         | W            | 1:1   | Wolański 58'                                            | 4000     |
| 19  | 29 lutego 2008       | Zagłębie Sosnowiec               | D            | 1:0   | Trzeciak 6'                                             | 6000     |
| 20  | 8 marca 2008         | Dyskobolia Grodzisk Wielkopolski | W            | 0:5   |                                                         | 2930     |
| 21  | 14 marca 2008        | Korona Kielce                    | W            | 0:2   |                                                         | 5270     |
| 22  | 22 marca 2008        | Górnik Zabrze                    | D            | 0:1   |                                                         | 100      |
| 23  | 28 marca 2008        | Wisła Kraków                     | W            | 1:2   | Bažík 90'                                               | 6000     |
| 24  | 5 kwietnia 2008      | Zagłębie Lubin                   | W            | 0:0   |                                                         | 4500     |
| 25  | 12 kwietnia 2008     | GKS Bełchatów                    | D            | 0:0   |                                                         | 4500     |
| 26  | 18 kwietnia 2008     | Widzew Łódź                      | W            | 4:2   | Radzewicz 22', Dziółka 33', Podstawek 44', Trzeciak 45' | 4000     |
| 27  | 25 kwietnia 2008     | Ruch Chorzów                     | D            | 1:1   | Solecki 68'                                             | 9000     |
| 28  | 3 maja 2008          | Odra Wodzisław                   | W            | 2:0   | Wolański 8', 17'                                        | 3200     |
| 29  | 7 maja 2008          | Lech Poznań                      | D            | 2:2   | Podstawek 35', Staňo 90'                                | 7000     |
| 30  | 10 maja 2008         | Legia Warszawa                   | W            | 1:3   | Zieliński 65'                                           | 7000     |

## Puchar Polski
| Lp. | Data             | Przeciwnik   | Dom / Wyjazd | Wynik | Bramki        | Widownia |
| --- | ---------------- | ------------ | ------------ | ----- | ------------- | -------- |
| 1   | 29 sierpnia 2007 | Start Otwock | W            | 1:2   | Mężyk 62' (k) | 2000     |

## Puchar Ekstraklasy

### Faza grupowa – grupa B
| Lp. | Data                 | Przeciwnik     | Dom / Wyjazd | Wynik    | Bramki                           | Widownia |
| --- | -------------------- | -------------- | ------------ | -------- | -------------------------------- | -------- |
| 1   | 18 września 2007     | Zagłębie Lubin | D            | 2:0      | Zieliński 76', Radzewicz 89'     | 150      |
| 2   | 2 października 2007  | Odra Wodzisław | W            | 1:6      | Mężyk 39'                        | 500      |
| 3   | 23 października 2007 | Lech Poznań    | D            | 3:0 (wo) |                                  | 50       |
| 4   | 13 listopada 2007    | Lech Poznań    | W            | 0:0      |                                  | 800      |
| 5   | 27 listopada 2007    | Zagłębie Lubin | W            | 0:1      |                                  | 400      |
| 6   | 4 grudnia 2007       | Odra Wodzisław | W            | 3:4      | Rozmus 25', Sosna 52', Mężyk 58' | 300      |

| Lp. | Drużyna        | Pkt | M | Z | R | P | Br+ | Br- | +/- |
| --- | -------------- | --- | - | - | - | - | --- | --- | --- |
| 1   | Odra Wodzisław | 13  | 6 | 4 | 1 | 1 | 18  | 10  | +8  |
| 2   | Polonia Bytom  | 7   | 6 | 2 | 1 | 3 | 9   | 11  | -2  |
| 3   | Zagłębie Lubin | 7   | 6 | 2 | 1 | 3 | 7   | 10  | -3  |
| 4   | Lech Poznań    | 7   | 6 | 2 | 1 | 3 | 4   | 7   | -3  |

### Ćwierćfinał
| Lp. | Data           | Przeciwnik     | Dom / Wyjazd | Wynik | Bramki                          | Widownia |
| --- | -------------- | -------------- | ------------ | ----- | ------------------------------- | -------- |
| 1   | 26 lutego 2007 | Legia Warszawa | D            | 0:2   |                                 | 2000     |
| 2   | 4 marca 2007   | Legia Warszawa | W            | 2:2   | Robaszek 16' (k), Podstawek 90' | 300      |